# エヴァーツ級護衛駆逐艦
| エヴァーツ級護衛駆逐艦 | エヴァーツ級護衛駆逐艦                    | エヴァーツ級護衛駆逐艦                    |
| ---------------------- | ----------------------------------------- | ----------------------------------------- |
| DE-5 USS Evarts        |                                           |                                           |
| 艦級概観               |                                           |                                           |
| 艦種                   | 護衛駆逐艦                                | 護衛駆逐艦                                |
| 艦名                   | 海軍功労者 一番艦はミロ・エヴァーツに因む | 海軍功労者 一番艦はミロ・エヴァーツに因む |
| 建造数                 | 97隻                                      | 97隻                                      |
| 運用者                 | アメリカ海軍                              | アメリカ海軍                              |
| 運用者                 | イギリス海軍                              |                                           |
| 運用者                 | 中華民国海軍                              |                                           |
| 就役期間               | 1943年 - 1947年                           | 1943年 - 1947年                           |
| 前級                   | (テンプトレス級コルベット)                | (テンプトレス級コルベット)                |
| 次級                   | バックレイ級（TE型）                      | バックレイ級（TE型）                      |
| 主要諸元例             |                                           |                                           |
| 排水量                 | 基準：1,140トン                           | 基準：1,140トン                           |
| 排水量                 | 満載：1,360トン                           |                                           |
| 全長                   | 88.22 m                                   | 88.22 m                                   |
| 全幅                   | 10.69 m                                   | 10.69 m                                   |
| 吃水                   | 2.51 m                                    | 2.51 m                                    |
| 機関                   | ディーゼル・エレクトリック方式            | ディーゼル・エレクトリック方式            |
| 機関                   | GM16-278Aディーゼルエンジン               | 4基                                       |
| 機関                   | GM8-268発電機（1,200kW）                  | 4基                                       |
| 機関                   | 電動機（1,500hp）                         | 4基                                       |
| 機関                   | スクリュープロペラ                        | 2軸                                       |
| 速力                   | 21 ノット                                 | 21 ノット                                 |
| 航続距離               | 6,000海里 (12kt巡航時)                    | 6,000海里 (12kt巡航時)                    |
| 乗員                   | 156名（通常時） 198名（戦時）             | 156名（通常時） 198名（戦時）             |
| 兵装                   | Mk.22 3インチ単装緩射砲                   | 3基                                       |
| 兵装                   | 40mm連装機銃                              | 1基                                       |
| 兵装                   | 20mm単装機銃                              | 9基                                       |
| 兵装                   | ヘッジホッグMk.10対潜迫撃砲               | 1基                                       |
| 兵装                   | 片舷用爆雷投射機（K砲）                   | 8基                                       |
| 兵装                   | Mk.9爆雷投下軌条                          | 2条                                       |
| GFCS                   | Mk.52 (3インチ砲用)                       | 1基                                       |
| GFCS                   | Mk.51 (40mm機銃用)                        | 1基                                       |
| レーダー               | SA 対空捜索用                             | 1基                                       |
| レーダー               | SLまたはSU 対水上捜索用                   | 1基                                       |
| ソナー                 | QCまたはQJA 探信儀                        | 1基                                       |
| 電子戦                 | 短波方向探知機 (HF/DF)                    | 短波方向探知機 (HF/DF)                    |

エヴァーツ級護衛駆逐艦（エヴァーツきゅうごえいくちくかん、英語: Evarts-class destroyer escorts）は、第二次世界大戦の勃発によりアメリカで建造され、アメリカ海軍およびイギリス海軍により運用された護衛駆逐艦の艦級。主機方式・配置からGMT型（GM Tandem Diesel）とも称される。なお、ネームシップの艦名はミロ・バーネル・エヴァーツに由来する。
アメリカ海軍の護衛駆逐艦の原型として、1943年から運用が開始され、最終的に97隻が建造されて、うち32隻がイギリス海軍に譲渡された。太平洋戦線および大西洋戦線で主に船団護衛や哨戒任務に従事したが、より大型で高速の派生型が多数建造されていたことから、大戦を生き残った艦も1947年までに全艦が除籍された。

## 来歴
1939年の第二次世界大戦勃発直後より、連合国軍の対潜護衛部隊とドイツ海軍Uボートのあいだに大西洋の戦いが展開された。イギリス海軍では、1938年度から1939年度で第一次世界大戦世代のV/W級駆逐艦にレーダーや探信儀 (ASDIC)、対潜兵器などを搭載して護衛艦とするWAIR改修を発動するとともに、39年度計画では新造によりハント級駆逐艦の整備に着手しており、いわゆる護衛駆逐艦の嚆矢をなすものとなった。しかし第二次大戦劈頭の戦闘で少なからぬ護衛艦が失われるとともに、フランスの失陥によってフランス大西洋岸にUボート基地が設営され、潜水艦脅威は非常に深刻なものとなっていた。
これに対応して、まず1940年、駆逐艦・基地協定（Destroyers for Bases Agreement）に基づき、アメリカからイギリス・カナダ海軍に対して、第一次大戦世代駆逐艦50隻（いわゆるタウン級駆逐艦）の貸与が行われた。続いて、より包括的なものとして1941年3月に成立したレンドリース法に基づき、イギリスはアメリカに対して新型の船団護衛用駆逐艦の発注を行った。
一方アメリカにおいても、1940年6月、フランクリン・ルーズベルト大統領はフランク・ノックス海軍長官に対して、排水量750トンから900トンの2種の護衛駆逐艦建造案の検討を指示した。海軍省艦船局の第1案は同年8月24日に完成し、排水量775トンであったが、1,620トンのベンソン級駆逐艦とほぼ同じ程度の建造費を要したことから、海軍最高会議の承認を得られなかった。その後、1941年2月の時点では、大西洋西部での船団護衛を任務とする護衛艦の設計が行われていた。当初、これは基準1,125トン、蒸気タービン主機、38口径5インチ砲2門搭載の計画であったが、要求を満たしていないとして、5月にはこの建造は中止された。しかし同年6月、レンドリース法に基づきイギリスから護衛艦100隻の建造・引渡し要請が行われると、この設計が見直されることになった。当時、抜群の造船官として知られた艦船局（BuShips）のコクラン大佐が滞英中であり、イギリス海軍の支援のもと、ハント級等も参考に、ベンソン級の約半分の建造費で済む1,085トン型護衛駆逐艦の設計を完成した。7月に海軍とギブス&コックス社が設計したイギリス向け護衛駆逐艦（BDE）の案は、主砲を変更した以外はこれらの設計を踏襲したものであった。8月15日、ルーズベルト大統領はBDEの建造を承認し、これにより建造されたのが本級である。

## 設計
本級の設計はイギリスの要望を強く反映したものとはいえ、基本的にはアメリカ海軍の駆逐艦を簡素化するかたちで進められており、船型も、米海軍駆逐艦で多用された平甲板型とされた。また、先行する英海軍のフラワー級コルベットが捕鯨船など民間船をモデルとしていたのに対し、駆逐艦の簡易版という性格から、本級を含む護衛駆逐艦はいずれも軍艦構造を採用している。
当初の設計案では艦隊駆逐艦と同様の蒸気タービン主機関の採用が計画されていたものの、歯車減速機の歯切り能力不足のために護衛駆逐艦への供給が間に合わないことが判明し、これを使用しないディーゼル・エレクトリック方式に変更された。またディーゼルエンジンについても、潜水艦・揚陸艦への供給が優先されたことから、当初計画の半数のみ装備するよう計画変更し、速力は24ノットから21ノットへと妥協された。この結果、主機構成としては、4基のゼネラルモーターズ社製2ストロークV型16気筒ディーゼルエンジンが、それぞれ直結されたGM8-268発電機（出力1,200kW、直流）を駆動して発電するものとされている。推進軸は2軸、それぞれに2基の電動機が串型に装備されている。

## 装備
主に供給上の問題により、主砲としては、最初期計画の38口径5インチ砲にかえて、50口径3インチ緩射砲が用いられており、艦首甲板と前部甲板室上に背負式に1基ずつ、また艦尾甲板にも1基と、計3基を備えている。また高角機銃としては、当初は大戦初期の米海軍で標準的だった28mm 4連装機銃を1基、後部上部構造物上に備えていたが、のちには新しい標準となった40mm連装機銃に換装された。射撃指揮装置（FCS）としては、主方位盤が艦橋上に、また副方位盤が高角機銃座の前方に設置されており、当初は3インチ砲用の主方位盤がMk.51、28mm機銃用の副方位盤がMk.44とされることが多かったが、後に主方位盤については測距レーダーを備えたMk.52に、また機銃が40mm口径に変更されるのに伴って副方位盤もMk.51に換装された。
対潜兵器としては、後甲板に片舷式爆雷投射機（K砲）を片舷2基ずつの計4基、艦尾に爆雷投下軌条2条を設置した。また、後にはK砲が倍に増備されるとともに、艦首甲板の3インチ砲座の間にヘッジホッグMk.10対潜迫撃砲が追加装備された。これは旋回機構をもたない最初期の対潜前投兵器であるが、非常に優れた対潜火力であった。

## 同型艦一覧
1941年度計画で50隻、それ以後の計画で55隻が発注された。当初、41年度計画艦は全艦がイギリス向けの艦（BDE）とされていたが、真珠湾攻撃などに伴って同年にアメリカが第二次世界大戦に参戦したことから護衛艦艇の不足が指摘され、実際には41年度計画艦から6隻、それ以後の計画から26隻の計32隻が引き渡されるに留まった。また1944年に8隻が建造中止となり、アメリカ海軍向けに竣工したのは65隻であった。
| #      | 艦名                                                | 造船所                   | 竣工                            | その後                           |
| ------ | --------------------------------------------------- | ------------------------ | ------------------------------- | -------------------------------- |
| DE-1   | (未命名)                                            | ボストン                 | 1943年1月20日                   | 43-45年英国に貸与, 47年売却      |
| DE-2   | (未命名)                                            | ボストン                 | 1943年2月18日                   | 43-45年英国に貸与, 45年売却      |
| DE-3   | (未命名)                                            | ボストン                 | 1943年2月18日                   | 43-46年英国に貸与, 返還後売却    |
| DE-4   | (未命名)                                            | ボストン                 | 1943年3月27日                   | 43年英国に貸与, 44年戦没         |
| DE-5   | エヴァーツ USS Evarts                               | ボストン                 | 1943年4月15日                   | 46年除籍                         |
| DE-6   | ワイフェルス USS Wyffels                            | ボストン                 | 1943年4月21日                   | 45年中華民国に譲渡               |
| DE-7   | グリスウォルド USS Griswold                         | ボストン                 | 1943年4月28日                   | 45年除籍                         |
| DE-8   | スティール USS Steele                               | ボストン                 | 1943年5月4日                    | 46年除籍                         |
| DE-9   | カールソン USS Carlson                              | ボストン                 | 1943年5月10日                   | 46年除籍                         |
| DE-10  | ビーバス USS Bebas                                  | ボストン                 | 1943年5月15日                   | 47年除籍                         |
| DE-11  | クロウター USS Crouter                              | ボストン                 | 1943年5月25日                   | 46年除籍                         |
| DE-12  | (未命名)                                            | ボストン                 | 1943年6月2日                    | 43-45年英国に貸与,46年売却       |
| DE-13  | ブレナン USS Brennan                                | メア・アイランド         | 1943年1月20日                   | 英艦として建造中に取得, 45年除籍 |
| DE-14  | ドハーティ USS Doherty                              | メア・アイランド         | 1943年2月6日                    | 英艦として建造中に取得,46年除籍  |
| DE-15  | オースティン USS Austin                             | メア・アイランド         | 1943年2月13日                   | 英艦として建造中に取得,46年除籍  |
| DE-16  | エドガー G. チェイス USS Edgar G. Chase             | メア・アイランド         | 1943年3月20日                   | 英艦として建造中に取得,47年除籍  |
| DE-17  | エドワード C. デイリ USS Edward C. Daly             | メア・アイランド         | 1943年4月3日                    | 英艦として建造中に取得,46年除籍  |
| DE-18  | ギルモア USS Gilmore                                | メア・アイランド         | 1943年4月17日                   | 英艦として建造中に取得、46年除籍 |
| DE-19  | バードン R. ヘイスティングス USS Burden R. Hastings | ボストン                 | 1943年5月1日                    | 英艦として建造中に取得,45年除籍  |
| DE-20  | ル・ハーディ USS Le Hardy                           | メア・アイランド         | 1943年5月15日                   | 英艦として建造中に取得、45年除籍 |
| DE-21  | ハロルド C.トーマス USS Harold C. Thomas            | メア・アイランド         | 1943年5月31日                   | 英艦として建造中に取得,45年除籍  |
| DE-22  | ワイルマン USS Wileman                              | メア・アイランド         | 1943年6月11日                   | 英艦として建造中に取得, 45年除籍 |
| DE-23  | チャールズ R. グリーア USS Charles R. Greer         | メア・アイランド         | 1943年6月25日                   | 45年除籍                         |
| DE-24  | ホイットマン USS Whitman                            | メア・アイランド         | 1943年7月3日                    | 45年除籍                         |
| DE-25  | ウイントル USS Wintle                               | メア・アイランド         | 1943年7月10日                   | 45年除籍                         |
| DE-26  | デンプシイ USS Dempsey                              | メア・アイランド         | 1943年7月24日                   | 45年除籍                         |
| DE-27  | ダフィ USS Duffy                                    | メア・アイランド         | 1943年8月5日                    | 45年除籍                         |
| DE-28  | エメリイ USS Emery                                  | メア・アイランド         | 1943年8月14日                   | 45年除籍                         |
| DE-29  | スタットフェルト USS Stadtfeld                      | メア・アイランド         | 1943年8月26日                   | 45年除籍                         |
| DE-30  | マーチン USS Martin                                 | メア・アイランド         | 1943年9月4日                    | 45年除籍                         |
| DE-31  | シーダーストロム USS Sederstrom                     | メア・アイランド         | 1943年9月11日                   | 45年除籍                         |
| DE-32  | フレミング USS Fleming                              | メア・アイランド         | 1943年9月18日                   | 45年除籍                         |
| DE-33  | ティスデイル USS Tisdale                            | メア・アイランド         | 1943年10月11日                  | 45年除籍                         |
| DE-34  | アイセル USS Eisele                                 | メア・アイランド         | 1943年10月18日                  | 45年除籍                         |
| DE-35  | フェア USS Fair                                     | メア・アイランド         | 1943年10月23日                  | 45年除籍。陸軍に移籍             |
| DE-36  | マンラブ USS Manlove                                | メア・アイランド         | 1943年11月8日                   | 45年除籍                         |
| DE-37  | グライナー USS Greiner                              | ピュージェット・サウンド | 1943年11月18日                  | 45年除籍                         |
| DE-38  | ワイマン USS Wyman                                  | ピュージェット・サウンド | 1943年9月1日                    | 46年除籍                         |
| DE-39  | ラヴァリング USS Lovering                           | ピュージェット・サウンド | 1943年9月17日                   | 46年除籍                         |
| DE-40  | サンダース USS Sanders                              | ピュージェット・サウンド | 1943年10月1日                   | 46年除籍                         |
| DE-41  | ブラケット USS Brackett                             | ピュージェット・サウンド | 1943年10月18日                  | 47年除籍                         |
| DE-42  | レイノルズ USS Reynolds                             | ピュージェット・サウンド | 1943年11月1日                   | 47年除籍                         |
| DE-43  | ミッチェル USS Mitchell                             | ピュージェット・サウンド | 1943年11月17日                  | 45年除籍                         |
| DE-44  | ドナルドソン USS Donaldson                          | ピュージェット・サウンド | 1943年12月1日                   | 46年除籍                         |
| DE-45  | アンドレス USS Andres                               | フィラデルフィア         | 1943年3月15日                   | 英艦として建造中に取得,46年除籍  |
| DE-46  | (未命名)                                            | フィラデルフィア         | 1943年12月4日                   | 43-45年英国に貸与,46年売却       |
| DE-47  | デッカー USS Decker                                 | フィラデルフィア         | 1943年5月3日                    | 45年中華民国に譲渡               |
| DE-48  | ドブラー USS Dobler                                 | フィラデルフィア         | 1943年5月17日                   | 45年除籍                         |
| DE-49  | ドネフ USS Dneff                                    | フィラデルフィア         | 1943年6月10日                   | 46年除籍                         |
| DE-50  | エングストロム USS Engstrom                         | フィラデルフィア         | 1943年6月21日                   | 46年除籍                         |
| DE-256 | サイド USS Seid                                     | ボストン                 | 1943年6月11日                   | 46年除籍                         |
| DE-257 | スマート USS Smart                                  | ボストン                 | 1943年6月18日                   | 45年除籍                         |
| DE-258 | ウォルター S. ブラウン USS Walter S. Brown          | ボストン                 | 1943年6月25日                   | 45年除籍                         |
| DE-259 | ウイリアムC.ミラー USS William C. Miller            | ボストン                 | 1943年7月2日                    | 46年除籍                         |
| DE-260 | カバナ USS Cabana                                   | ボストン                 | 1943年7月9日                    | 46年除籍                         |
| DE-261 | ディオンヌ USS Dionne                               | ボストン                 | 1943年7月16日                   | 46年除籍                         |
| DE-262 | キャンフィールド USS Canfield                       | ボストン                 | 1943年7月22日                   | 46年除籍                         |
| DE-263 | ディード USS Deede                                  | ボストン                 | 1943年7月29日                   | 46年除籍                         |
| DE-264 | エルドン USS Elden                                  | ボストン                 | 1943年8月4日                    | 46年除籍                         |
| DE-265 | クラウス USS Cloues                                 | ボストン                 | 1943年8月10日                   | 45年除籍                         |
| DE-266 | ウイントル USS Wintle                               | ボストン                 | 1943年8月16日                   | 43年英国に貸与,44年戦没          |
| DE-267 | デンプシー USS Dempsey                              | ボストン                 | 1943年8月16日                   | 43-47年英国に貸与, 返還後売却    |
| DE-268 | ダフィ USS Duffy                                    | ボストン                 | 1943年8月28日                   | 43-46年英国に貸与,46年売却       |
| DE-269 | アイスナー USS Eisner                               | ボストン                 | 1943年9月3日                    | 43-47年英国に貸与,返還後売却     |
| DE-270 | ジレット USS Gillette                               | ボストン                 | 1943年9月8日                    | 43-45年英国に貸与,46年売却       |
| DE-271 | フレミング USS Fleming                              | ボストン                 | 1943年9月13日                   | 43-45年英国に貸与,47年売却       |
| DE-272 | ラヴァリング USS Lovering                           | ボストン                 | 1943年9月18日                   | 43年英国に貸与,44年戦没          |
| DE-273 | サンダース USS Sanders                              | ボストン                 | 1943年9月23日                   | 43-45年英国に貸与,45年除籍       |
| DE-274 | オツール USS O'Toole                                | ボストン                 | 1943年9月28日                   | 43-46年英国に貸与,46年売却       |
| DE-275 | レイボールド USS Reybold                            | ボストン                 | 1943年10月4日                   | 43年英国に貸与,45年戦没          |
| DE-276 | ジョージ USS George                                 | ボストン                 | 1943年10月9日                   | 43-44年英国に貸与,47年売却       |
| DE-277 | ハーツォーグ USS Herzog                             | ボストン                 | 1943年10月14日                  | 43-46年英国に貸与,47年売却       |
| DE-278 | ティスデイル USS Tisdale                            | ボストン                 | 1943年10月19日                  | 43-46年英国に貸与,のち解体       |
| DE-279 | トランピーター USS Trumpeter                        | ボストン                 | 1943年10月23日                  | 43-45年英国に貸与,のち解体       |
| DE-280 | (未命名)                                            | ボストン                 | 1943年10月29日                  | 43-45年英国に貸与,45年除籍       |
| DE-301 | レイク USS Lake                                     | メア・アイランド         | 1944年2月5日                    | 46年除籍                         |
| DE-302 | ライマン USS Lyman                                  | メア・アイランド         | 1944年2月19日                   | 46年除籍                         |
| DE-303 | クロウリイ USS Crowley                              | メア・アイランド         | 1944年3月25日                   | 46年除籍                         |
| DE-304 | ロール USS Rall                                     | メア・アイランド         | 1944年4月8日                    | 46年除籍                         |
| DE-305 | ハロラン USS Halloran                               | メア・アイランド         | 1944年5月27日                   | 46年除籍                         |
| DE-306 | コノリイ USS Connolly                               | メア・アイランド         | 1944年7月8日                    | 46年除籍                         |
| DE-307 | フィネガン USS Finnegan                             | メア・アイランド         | 1944年8月19日                   | 英艦として建造中に取得,46年除籍  |
| DE-308 | クリーマー USS Creamer                              | メア・アイランド         | 1944年2月23日進水, 44年建造中止 | 1944年2月23日進水, 44年建造中止  |
| DE-309 | エリイ USS Ely                                      | メア・アイランド         | 1944年4月10日進水 44年建造中止  | 1944年4月10日進水 44年建造中止   |
| DE-310 | デルバート W.ハルゼイ USS Delbert W. Halsey         | メア・アイランド         | 1943年8月2日起工 44年建造中止   | 1943年8月2日起工 44年建造中止    |
| DE-311 | ケプラー USS Keppler                                | メア・アイランド         | 1943年8月23日起工 44年建造中止  | 1943年8月23日起工 44年建造中止   |
| DE-312 | ロイド・トーマス USS Lloyd Thomas                   | メア・アイランド         | 1943年8月23日起工 44年建造中止  | 1943年8月23日起工 44年建造中止   |
| DE-313 | ウイリアム C.ローウェ USS William C. Lawe           | メア・アイランド         | 1944年1月22日起工 44年建造中止  | 1944年1月22日起工 44年建造中止   |
| DE-314 | ウイラード・ケイス USS Willard Keith                | メア・アイランド         | 1944年1月22日起工 44年建造中止  | 1944年1月22日起工 44年建造中止   |
| DE-315 | (未命名)                                            | メア・アイランド         | 1944年3月1日起工 44年建造中止   | 1944年3月1日起工 44年建造中止    |
| DE-516 | (未命名)                                            | ボストン                 | 1943年11月3日                   | 43年英国に貸与,44年戦没          |
| DE-517 | (未命名)                                            | ボストン                 | 1943年11月9日                   | 43-46年英国に貸与,46年売却       |
| DE-518 | (未命名)                                            | ボストン                 | 1943年11月15日                  | 43-46年英国に貸与,47年売却       |
| DE-519 | (未命名)                                            | ボストン                 | 1943年11月20日                  | 43-47年英国に貸与,のち売却       |
| DE-520 | (未命名)                                            | ボストン                 | 1943年11月27日                  | 43-47年英国に貸与,のち売却       |
| DE-521 | (未命名)                                            | ボストン                 | 1943年12月3日                   | 43-45年英国に貸与,のち売却       |
| DE-522 | (未命名)                                            | ボストン                 | 1943年12月16日                  | 43-45年英国に貸与,45年除籍       |
| DE-523 | (未命名)                                            | ボストン                 | 1943年12月6日                   | 43年英国に貸与,45年除籍          |
| DE-524 | (未命名)                                            | ボストン                 | 1943年12月23日                  | 43-46年英国に貸与,46年除籍       |
| DE-525 | (未命名)                                            | ボストン                 | 1943年12月29日                  | 43-46年英国に貸与,47年売却       |
| DE-526 | (未命名)                                            | ボストン                 | 1944年1月13日                   | 44-46年英国に貸与,46年売却       |
| DE-527 | オツール USS O'Toole                                | ボストン                 | 1944年1月22日                   | 46年除籍                         |
| DE-528 | ジョン J. パワーズ USS John J. Powers               | ボストン                 | 1944年2月29日                   | 46年除籍                         |
| DE-529 | メイソン USS Mason                                  | ボストン                 | 1944年3月20日                   | 45年除籍                         |
| DE-530 | ジョン M. バーミンガム USS John M. Bermingham       | ボストン                 | 1944年4月8日                    | 46年除籍                         |